# Martin Axenrot
Martin "Axe" Axenrot (né le 5 mars 1979 à Linköping en Suède) est le batteur des groupes de metal Bloodbath, Satanic Slaughter, Witchery et plus récemment Opeth.
Axenrot joua avec Opeth pour leurs cinq dernières tournées en remplacement de leur batteur du moment, Martin Lopez. Le 12 mai 2006, il rejoint officiellement le groupe lorsque Lopez décide de quitter Opeth définitivement. 
Axenrot a été souvent comparé par les membres du groupe et les fans, en plaisantant, à Legolas le personnage du seigneur des anneaux, « He's kind of pretty, looks like Legolas » — « Il est joli, il ressemble à Legolas » déclara Mikael Åkerfeldt. Sur Blabbermouth.com Åkerfeldt dit également qu'Axenrot a achevé les onze partitions de batterie du nouvel album d'Opeth Watershed en seulement sept jours. Lors d'une interview, Martin déclara : « Le sérieux et la technique en général ont été encouragés par mon professeur de batterie, Stig Bendric qui est maintenant décédé, il a toujours joué dans l'armée et dans l'orchestre symphonique de Norrköping. Il était un grand fan de Buddy Rich et pouvait jouer des trucs vraiment impressionnants. Il m'a fait aimer le sens du rythme lors du jeu. »

## Discographie

### Avec Witchery
- Symphony for the Devil - 2001
- Don't Fear the Reaper - 2006

### Avec Satanic Slaughter
- Banished To The Underworld - 2002

### Avec Bloodbath
- Nightmares Made Flesh - 2004
- The Fathomless Mastery - 2008
- Grand Morbid Funeral - 2014

### Avec Opeth
- Watershed - 2008
- Heritage - 2011
- Pale Communion - 2014
- Sorceress - 2016
- In Cauda Venenum - 2019